# Netsky
「Netsky」是一種電腦蠕蟲病毒，首個版本於2004年2月14日開始出現，至2月16日出現 "B" 型變種。一位名為Sven Jaschan的德國人承認是該病毒及多個變種的作者，同時他也是Sasser蠕蟲的作者。
雖然各個變種在功能上均有不少差異之處，但它們也有共同之處，就是在原始碼內隱藏著挑釁及侮辱其他蠕蟲病毒Bagle、Mydoom等作者，一些變種更會「狗咬狗骨」，去刪除這些蠕蟲的惡意程式，也因此令兩派的蠕蟲出現更多變種去攻擊對方。截至2004年6月，估計Netsky已出現了29個變種，Bagle和MyDoom則約有28個及10個。
其他感染NetSky蠕蟲的症狀有，在電腦某些特定日期及時會，會自動發出咇咇聲響，且多會在清晨時段發生。
這種蠕蟲會經電郵傳播，當使用者下載及開啟病毒郵件的附件檔後，病毒會自動掃瞄尋找電腦內所有電郵地址，並以同樣的方式傳播。

## 參閱
- 知名病毒及蠕蟲的歷史年表

## 外部連結
- Netsky及Sasser病毒作者被捕（页面存档备份，存于）
- Netsky及Sasser病毒作者受審（页面存档备份，存于）